# ドラァグ・パニック
ドラァグ・パニック（あるいはドラァグクィーン・パニックまたはアンチ・ドラァグ・ヒステリーとも、英語: drag panic）は、ドラァグが本質的に性的なものであり、未成年者の目に触れさせるのは有害であるとの信念から生じる、モラルパニックの一種である。
このパニックは長年にわたりエスカレートしてきたが、2022年に入り顕著になり、イギリス、オーストラリア、カナダをはじめとする国々で、子ども向けに絵本の読み聞かせイベントを行うドラァグクィーンに関する抗議集会が行われた。アメリカ合衆国では、2022年の1年間でドラァグイベントに対して少なくとも141件の抗議行動やハラスメントが行われた。

## 背景
20世紀初頭の大半を通して、アメリカ合衆国におけるドラァグ・パフォーマンスは異性装を取り締まる法律によって犯罪とみなされた。1969年に起きたストーンウォールの反乱はニューヨーク市警がニューヨークの異性装取締法（出生時に割り当てられた性別の衣類を少なくとも3点は着衣することを求める）の違反者を逮捕しようとしたことが発端となっている。
20世紀後半になってこうした法律が緩和されると、『お熱いのがお好き』(1959)、『バードケージ』（1996）、『プリシラ』（1994）など広く一般に親しまれた作品にドラァグが登場した。21世紀の始め、 ドラァグ・パフォーマンスの人気は高まり『ル・ポールのドラァグ・レース』、『ドラァグクィーン歌合戦』、そして『ドラァグ・デン』などの番組を通してメジャーになった。
ドラァグへの関心が高まる中で2019年になるとLibs of TikTokを運用するチャヤ・ライチック、マット・ウォルシュ、タッカー・カールソン、マイケル・ノウルズ、デニス・プレーガー、キャンディス・オーウェンズ、ベン・シャピーロなどの右派論客たちが、LGBTグルーミング陰謀論に結び付けてドラァグクィーンの可視化を制限すべきだと呼びかけた。その後、数年間にアメリカ合衆国の共和党が優勢ないくつかの州で、ドラァグクィーンが公共の場でパフォーマンスするのを制限しようとする法案が提出・立法化された。

## 時系列

### アメリカ合衆国
ドラァグパフォーマンス、特にドラァグクィーン・ストーリー・アワー（絵本の読み聞かせ）に対する抗議行動は2021年アメリカ合衆国議会議事堂襲撃事件の後増加している。もっとも声高に反対を叫ぶ者のほとんどはオルタナ右翼団体に属している。FOXニュースの元ホストであるタッカー・カールソンは、子どもたちがドラァグイベントで「洗脳されたり性的対象とされる」可能性があると示唆した。さらに反対派は、パフォーマーが子どもたちをグルーミングしているとするLGBTグルーミング陰謀論にもとづく懸念を表明している。名誉棄損防止同盟は、極右ツィッターアカウントであるLibs of TikTokが陰謀論を活気づかせたとする。LGBTQのメディア支援団体であるGLAADのレポートを見ると、2022年の1年間に米国で起きたドラァグショーに対する脅迫は120件以上になる。
2022年6月中旬、極右ツィッターアカウントLibs TikTokはアイダホ州コーダリーン市で行われる予定の「プライド・イン・ザ・パーク」フェスティバルを「家族向けドラァグパフォーマンス」があるとの理由で非難した。2022年6月11日、そのプライドイベントの最中、白人至上主義者のヘイトグループであるパトリオット・フロントのメンバー31名が逮捕され、暴動共謀罪でその後起訴されるに至った。
2023年3月2日、テネシー州知事ビル・リーが、ドラァグクィーンのパフォーマンスを性行為の実演と同様であるとするテネシー州法案3に署名した。その後、リー自身が1977年に未成年もいる場で女装したことを示す写真が見つかった。この法案は、政治家やドラァグクィーンの人々を含め、米国全土に怒りをもって受け止められた。
2023年5月にはコロンバスで行われたドラァグイベントに対し、オハイオのネオナチグループが覆面をつけ「血を見るぞ」などと書かれた反ドラァグや反トランスジェンダーの横断幕を持って抗議行動をした。
2023年5月、モンタナ州は、性的な意味合いの有無に関わらず、公立の学校や図書館で女装した人による子どもたちへの本の読み聞かせをはっきりと禁じた米国最初の州となった。

### イギリス
2022年7月、複数の右翼団体がバークシャー州のレディング中央図書館で行われたドラァグクィーンのお話し会に対する抗議行動を起こした。このイベントにはアイーダ・H・ディーとしてドラァグパフォーマンスをするサブ・サミュエルが出演した。その後ブリストルのクルーとグラストンベリー公共図書館で抗議行動が起きた。2022年8月、ドラァグイベントが行われたオックスフォードシャー郡図書館の外で、50名の反対派が、300名の反抗議行動参加者と対峙し、警察が二つのグループを引き離す事態となった。
2022年8月、シェリー・オントップという名のドラァグクィーンとしてパフォーマンスするマシュー・カヴァンが出演するドラァグショーがベルファストで行われたときも抗議行動のターゲットとなった。ドラァグパフォーマンスに対する抗議行動の宣伝ビラは、反ワクチンをテーマにしたテレグラムグループの間で共有された。

### カナダ
2022年11月23日、バンクーバーのキツラノ地区で行われたドラァグクィーンのお話し会に反対派が集まった。同年11月25日、ハミルトン公共図書館の外でも抗議活動が行われた。その翌日、サーニア市の独立系書店Book Keeperが4回目のドラァグクィーンのお話し会を主催したことから抗議活動が行われた。2022年11月にはさらに、バーリントンのケルシーズ・オリジナル・ロードハウスでゲルフ出身のドラァグクィーン、クリスタル・クォーツが出演予定だったイベントが、レストランに脅迫が届いたために中止された。
2022年12月19日、初めてドラァグストーリータイムを開催したオンタリオ州ブロックヴィル公共図書館の外に14名の反対派が集まり、図書館CEOを含めた反抗議活動派とにらみ合いになり、反対派から脅迫の言葉が発せられたため、警察が図書館内に仕掛けられたとされる爆発物の捜索を行った。抗議活動家によるドラァグ・パフォーマンスへの妨害は、2022年12月にはブリティッシュコロンビア州ペンティクトンのバーBritbarと、同州オカナガンにあるレストランDunnEnziesでの2回発生している。

### フィンランド
ヘルシンキ中央図書館オーディは、ヘルシンキ・プライドフェスティバルに連動したドラァグクィーンのお話し会を2022年1月1日に企画した。これに対し、25－30名ほどの参加者が図書館前でデモとスピーチを行い、さらにイベントを阻止する目的で図書館内に入り込んだ。これに大勢の警察が対応した。パフォーマンスを行う予定だったゲイリアンというドラァグはイベントの前にペドフィリアだと非難され、インターネットで脅迫を受けていた。
ヘルシンキのマルミタロ文化センターは2023年のフェスティバル期間中、『ドラァグ・キッド』という題名のドキュメンタリー映画の試写会を企画したが、このイベントは重大なセキュリティー上の脅威のために中止された。このドキュメンタリーには幼い子供が大人の前でダンスしてお金を貰うシーンがあり、子どもオンブズマンのエリナ・ペカリネンは不適切で子どもを性の対象化しているとした。

### フランス
2023年、過激派によるSNS上の抗議を受けて、トゥールーズでの読み聞かせイベントが中止された。

### 日本
2023年7月23日に東京都現代美術館が女装パフォーマーのエスムラルダ氏らを招いた「ドラァグクイーン・ストーリー・アワー」を企画したことに対し、Twitter上を中心に抗議が広まった。SNS上の抗議を受け、同年7月4日に東京都現代美術館は企画への理解を求める声明をHP上で発表した。

## メディア
ドラァグ・パニックの発生とドラァグに関してその後成立した法的規制を受けて「ドラァグは危なくない」などのテーマで、様々なテレソンが企画されている。